# Publius Sextanius
Publius Sextanius (sein Cognomen ist nicht bekannt) war ein im 2. Jahrhundert n. Chr. lebender Angehöriger des römischen Ritterstandes (Eques).
Durch eine Weihinschrift, die beim Kastell Luguvalium gefunden wurde und die auf 180/192 datiert wird, ist belegt, dass Sextanius Präfekt der Ala Augusta ob virtutem appellata war, die in der Provinz Britannia stationiert war.